# エキゾティック (シブがき隊のアルバム)
『エキゾティック』は、シブがき隊の8枚目のオリジナル・アルバム。1985年11月21日に発売。

## 収録曲
- SIDE A

1. ジャングルでロマンスを
作詞：森雪之丞／作曲・編曲：水谷公生
2. 悲しみの歌劇
作詞：森雪之丞／作曲：山梨鐐平／編曲：鷺巣詩郎
3. SNOW BOAT
作詞：売野雅勇／作曲：林哲司／編曲：新川博
4. 罪だぜ!New York
作詞：ちあき哲也／作曲・編曲：鷺巣詩郎
5. 月光淑女!
作詞：森雪之丞／作曲：Frankie T.／編曲：鷺巣詩郎

- SIDE B

1. 堕とされてチャイナ・タウン
作詞：森雪之丞／作曲：山梨鐐平／編曲：鷺巣詩郎
2. 人魚のデイ・ドリーム -布川敏和
作詞：森雪之丞／作曲：Frankie T.／編曲：水谷公生
3. 男みこし恋吹雪 -薬丸裕英
作詞：売野雅勇／作曲：井上大輔／編曲：新川博
4. カリビアン・レッド -本木雅弘
作詞：吉元由美／作曲・編曲：水谷公生
5. Good-bye ハリウッド
作詞：ちあき哲也／作曲・編曲：鷺巣詩郎